# Банный, Николай Павлович
Николай Павлович Банный (1907 г., с. Каменское - 1982 г., Москва) — советский учёный-металлург, экономист, специалист по экономической эффективности развития техники чёрной металлургии и теоретическим основам их решения. Доктор экономических наук, профессор кафедры экономики и организации производства МИСиС. Заслуженный металлург Российской Федерации.

## Биография
Банный Николай Павлович родился в 1907 г. в селе Каменское (впоследствии г. Днепродзержинск, ныне - г. Каменное) в семье рабочего-металлурга. Будучи студентом Харьковского института народного хозяйства, проявил склонность к научным занятиям и после окончания горно-металлургического факультета был оставлен для работы на кафедре экономики промышленности. Преподавательскую деятельность начал в Харьковском инженерно-экономическом институте, работая ассистентом, а затем доцентом. С 1929 по 1933 гг. Н.П. Банный работал в научно-исследовательских учреждениях (Комиссия экономических исследований при ВСНХ СССР, НИИ экономики промышленности). В 1933-1936 гг. находился на руководящей работе в плановых органах — работал заместителем председателя Харьковского Горплана и в Президиуме Харьковского облисполкома.
Репрессирован. Арестован в 1936 году, пробыл в лагерях до 1941 года, когда был освобожден. Впоследствии полностью реабилитирован.
В период Великой Отечественной войны до 1943 г. он работал в Оргчермете, затем Н.П. Банный переходит на работу в качестве старшего научного сотрудника в Институт металлургии АН СССР, где работает в непосредственном контакте и под руководством академика И.П. Бардина, там Н.П. Банный защитил кандидатскую диссертацию. Приглашен И.П. Бардиным для работы по совместительству в Московском институте стали, где И.П. Бардин заведовал кафедрой экономики и организации металлургического производства. Читал курс "Экономика чёрной металлургии", был (совместно с И.П. Бардиным и В.В. Рикманом) одним из авторов первого учебника по экономике чёрной металлургии.
С 1949 года переходит на постоянную работу в Московский институт стали. В 1961 г. получил звание профессора, в 1963 году защитил докторскую диссертацию. С 1962 по 1969 гг. заведующий кафедрой экономики и организации металлургического производства МИСиС, позже - профессор этой кафедры. С 1973 г. переходит на должность профессора-консультанта.
Умер в 1982 году, похоронен на Калитниковском кладбище.

## Научная и образовательная деятельность
В Институте металлургии АН СССР работал над технико-экономическими проблемами восстановления и дальнейшего развития чёрной металлургии СССР. Научные наработки Банного Н.П. использовались при разработке конкретных мероприятий по восстановлению производства на южных металлургических заводах и их развитию в первой послевоенной пятилетке. Эти исследования стали основой защищенной Н.П. Банным кандидатской диссертации, они также были освещены в 1944-1946 гг. в ряде статей и в монографии «Черная металлургия в новой пятилетке», написанной в соавторстве с академиком И.П. Бардиным. Эта монография в течение ряда лет фактически служила учебным пособием по курсу экономики чёрной металлургии в металлургических и инженерно-экономических вузах.
Перейдя на постоянную работу в институт в 1949 г., Н.П. Банный сразу включается в комплексное исследование применения кислорода  в сталеплавильном производстве. Им разработаны экономические аспекты данной проблемы, которые получили освещение в ряде статей и в монографии «Эффективность применения кислорода в мартеновском производстве». В данной работе и в последующем пособии «Технико-экономические расчеты в черной металлургии» окончательно сформировалось и получило дальнейшее развитие основное научное направление исследований Н.П. Банного: проблемы экономической эффективности развития техники чёрной металлургии и теоретические основы их решения.
В работах Н.П. Банного впервые разработаны и теоретически обоснованы принципы и методы определения экономической эффективности повышения качества металлургической продукции. Совместно с В.А. Роменцом им разработан метод оценки металлолома, отходов производства, комплексной продукции. Эти методы были использованы при разработке новых цен. Важным является обоснование принципа и разработка методики определения граничных условий эффективности решения технических задач, показывающих возможность и необходимость планирования и проектирования новой техники по задаваемым экономическим показателям.
Профессор Банный Н.П. являлся ведущим автором и редактором учебников по экономике чёрной металлургии для вузов и техникумов, а также оригинального учебного пособия «Технико-экономические расчеты в черной металлургии», выдержавшего 4 издания и получившего широкую известность не только среди научных и практических работников в области чёрной металлургии в нашей стране, но и за рубежом. Им подготовлено 25 кандидатов и 5 докторов экономических наук.
Банный Н.П. принимал активное участие в работе государственной экспертной комиссии Госплана СССР, являлся членом научно-технических Советов Министерств чёрной и цветной металлургии СССР, членом металлургической секции Комитета по Ленинским и Государственным премиям СССР. Член двух советов по присуждению учёных степеней, член редколлегии журнала «Сталь». Заслуженный металлург РСФСР.

## Сочинения
- Экономика черной металлургии СССР